# 1989 au Maroc
Chronologie du Maroc
- 1985
- 1986
- 1987
- 1988
- 1989
- 1990
- 1991
- 1992
- 1993

Cet article présente les faits marquants de l'année 1989 au Maroc ou relatifs au Maroc.

## Événements
- 4 - 12 janvier: Rencontre entre Hassan II et des membres du Front Polisario[1]
- 17 février : fondation à Marrakech de l’Union du Maghreb arabe (UMA)[2]

## Sports
- 1988/1989 : Championnat du Maroc de football 1988-1989[3]
- La Coupe des clubs champions arabes de football 1989 est la 7e édition de la Coupe Arabe des Clubs Champions de football. Organisée à Marrakech et Casablanca au Maroc, elle regroupe les clubs des pays arabes les plus performants de leurs championnats nationals (champion, vice-champion ou vainqueur de la coupe nationale). Après un tour préliminaire entre les représentants du Maghreb, les dix équipes sont réparties en deux poules de cinq et s'affrontent une fois, les 5 premiers clubs dont le groupe "A" (groupe de Marrakech) et les 5 deuxièmes clubs dont le groupe "B" (groupe de Casablanca). Les deux premiers de chaque groupe disputent la phase finale, en match à élimination directe.
- 8 - 22 juillet : premiers Jeux de la Francophonie à Casablanca et Rabat[4].
- La Coupe du Maroc de football 1988-1989 est la trente-cinquième édition de la compétition.
- La Coupe du Maroc de football 1989-1990 est la trente-quatrième édition de la compétition.

## Culture
- Caftan d'amour est un film franco-marocain réalisé par Moumen Smihi et sorti en 1989.